# Règim demogràfic antic
El règim demogràfic antic és la fase primitiva de l'evolució demogràfica de totes les societats, caracteritzada per l'existència de taxes de natalitat i mortalitat molt elevades, cosa que provocava un creixement de la població molt baix a llarg termini.
A Europa va durar fins a la Revolució Industrial.
Vegeu també, Règim demogràfic modern